# Море, Шмуэль
Шмуэль Море́ (ивр. שמואל מורה‎, имя при рождении Сами Муаллем; 22 декабря 1932, Багдад, Ирак — 22 сентября 2017, Мевасерет-Цион, Израиль) — израильский учёный-филолог и поэт, специалист по арабской поэзии. Профессор Еврейского университета в Иерусалиме и Университета имени Бар-Илана, лауреат Премии Израиля (1999).

## Биография
Сами Муаллем родился в 1932 году в Багдаде в зажиточной еврейской семье. Его отец был бухгалтером в представительстве британской импортно-экспортной фирмы, а позже торговцем недвижимостью, а мать — учительницей французского. Поначалу мальчик учился в престижной государственной школе «Аль-Садун», среди учеников которой были дети правящего королевского дома, дети министров, судей и высокопоставленных военных. Сами был одним из трёх евреев, учившихся в этой школе.
Одним из одноклассников Сами был Файсал аль-Гайлани, сын премьер-министра Рашида Али аль-Гайлани. Когда в стране под воздействием пронацистской пропаганды стало ухудшаться отношение к евреям, восьмилетний Файсал попытался избить Сами палкой, но в ходе последовавшей драки еврейский мальчик вышел победителем и едва не был исключён из школы. Вскоре после этого, в июне 1941 года, он стал свидетелем большого еврейского погрома, известного как «Фархуд». В ходе погрома были убиты около 180 иракских евреев, но в то же время многие багдадские мусульмане встали на защиту своих еврейских соседей (в числе которых была и семья Муаллемов); позже Шмуэль море напишет, что не будь этих проявлений благородства, число убитых могло бы быть в десятки раз больше.
После этого Сами Муаллем перешёл в еврейскую среднюю школу «Франк Айни», а в старших классах — в англоязычную еврейскую школу «Шамаш», которую окончил по классу математики и естественных наук в 1950 году. С 16 лет он публиковал в иракской арабской прессе свои стихотворения и рассказы на арабском языке. Однако на этом этапе мальчик уже начал проникаться еврейским самосознанием и с помощью знакомых изучал разговорный иврит на подпольных занятиях.
В 1951 году, в 18 лет, Муаллем репатриировался в Израиль. Туда же приехали и другие члены его семьи, хотя глава семейства остался в Багдаде и присоединился к ним только через десять лет. Семья без главного кормильца с трудом сводила концы с концами, проживая в маабарах — переселенческих лагерях — сначала Шаар-Алия в Хайфе, затем Сакия (на месте нынешнего города Ор-Йехуда) и, наконец, Макор-Хаим в Иерусалиме. Сами служил в ЦАХАЛе и работал на стройке подсобным рабочим; он также продолжал публиковать свои произведения на арабском языке уже в израильских журналах. Когда его старший брат поступил в Еврейский университет в Иерусалиме, то сумел помочь и Шмуэлю с поступлением в этот вуз, где тот изучал арабскую литературу. В 1962—1965 годах Море завершал своё академическое образование на стипендии Британского совета в Школе востоковедения и африканистики Лондонского университета, защитив докторскую диссертацию. Темой диссертации была современная арабская поэзия и развитие её форм и тем под влиянием западной литературы; позже, в 1976 году, она была в дополненном виде издана в Лондоне отдельной книгой.
С середины 1960-х годов Шмуэль Море преподавал арабский язык и литературу в Еврейском университете, Университете имени Бар-Илана и Хайфском университете. Он первым углубился в историю театра в арабской культуре, доказав, что уже в Средние века в арабских странах существовал театр с живыми актёрами. Другой темой его исследований было прозаическое и стихотворное творчество евреев арабских стран, которое он рассматривал как отдельный раздел арабской литературы. Совместно с профессором Филипом Садгроувом из Манчестерского университета Море опубликовал книгу о влиянии евреев на развитие арабского театра в XIX веке. Им также было опубликовано исследование, посвящённое арабскому историку Абдуррахману аль-Джабарти. Уже в 1969 году две его статьи были переведены на арабский язык и опубликованы в Египте. В 1986 году его диссертация о влиянии европейской культуры на современную арабскую поэзию также была переведена с английского на арабский и опубликована в Каире. В 1999 году профессору Море была присуждена Премия Израиля в области востоковедения.
Помимо академической, Море также занимался общественной деятельностью. Он был одном из основателей израильского Союза писателей на арабском языке и Общества учёных — выходцев из Ирака. Под эгидой этой организации были изданы десятки исследований, посвящённых евреям Ирака. Море боролся за гражданские права евреев-репатриантов из арабских стран, а позже вёл кампанию за включение багдадского Фархуда 1941 года в программы по изучению Холокоста и признание 4 июня — дня багдадского погрома — национальным днём траура в Израиле. Им были выпущены несколько книг автобиографического содержания. В 2009—2010 годах лондонское арабское интернет-издание «Элаф» публиковало на протяжении нескольких номеров воспоминания Море о его детстве, проведенном в Ираке, и в том числе о погроме 1941 года, вызвав множество эмоциональных откликов от читателей.
Шмуэль Море, проживавший с женой Кариной, умер в сентябре 2017 года в день праздника Рош ха-Шана, оставив после себя жену, трёх детей и пять внуков.